# Chaînon Hughes
Le chaînon Hughes (en anglais : Hughes Range) est un massif montagneux de la chaîne de la Reine-Maud, dans la chaîne Transantarctique, en Antarctique.
Son point culminant, le mont Kaplan, s'élève à 4 230 mètres d'altitude.
Il porte son nom en honneur de Charles Evans Hughes.